# Protos Typ C

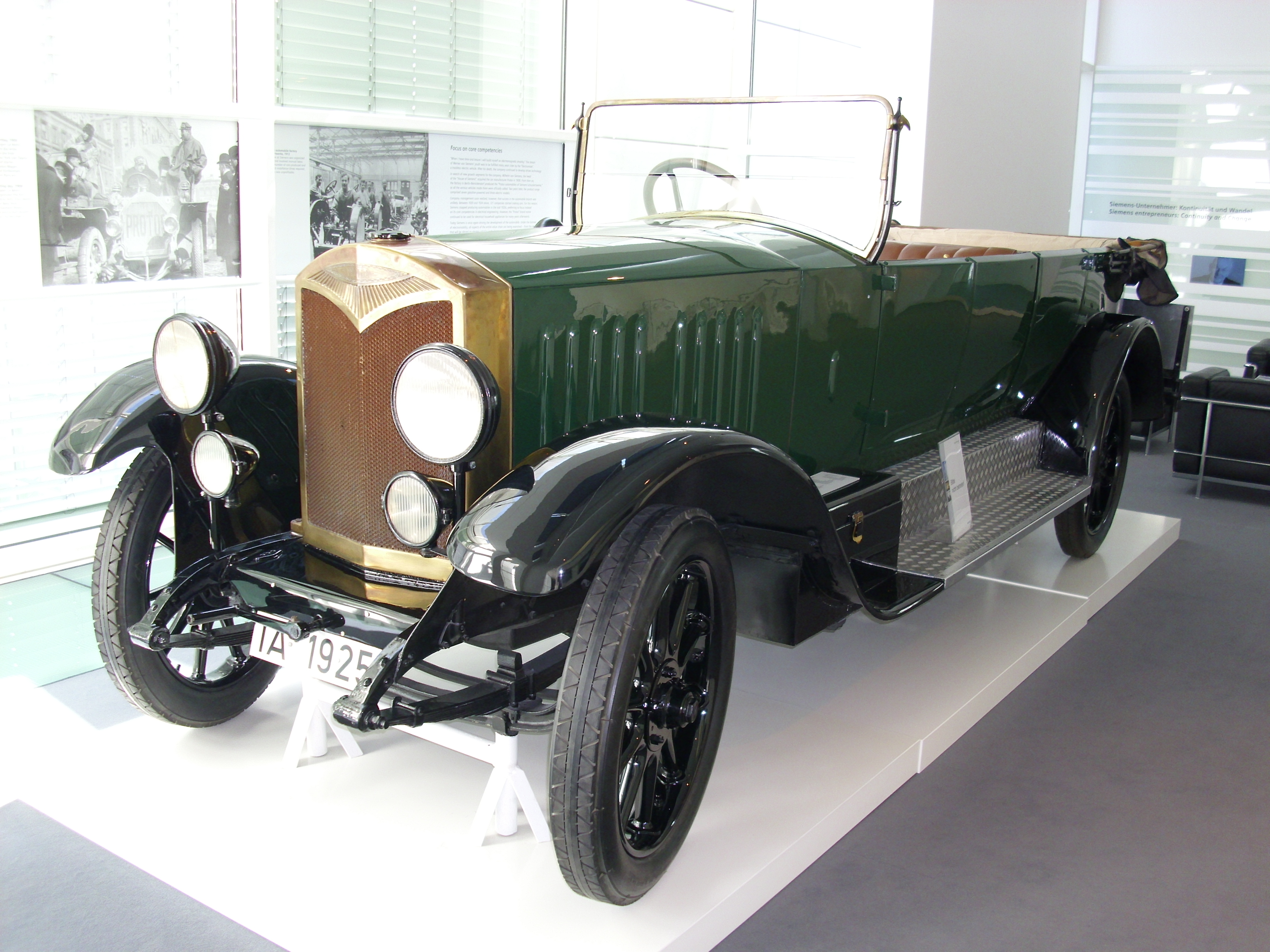
Protos Typ C 1 von 1925

Der Protos Typ C ist ein Oberklassewagen, den der Berliner Automobilhersteller Protos 1918 als einziges Modell nach dem Ersten Weltkrieg wieder auflegte.
Der Wagen hatte einen Vierzylinder-SV-Reihenmotor mit 2,6 Litern Hubraum, der 30 PS bei 1800/min. entwickelte. Über ein Vierganggetriebe, dessen Schalthebel außen oder innen rechts angebracht war, wurde die Motorkraft an die Hinterräder weitergeleitet. Das Fahrzeug hatte ein U-Profil-Pressstahlrahmen, an dem zwei Starrachsen an Halbelliptik-Blattfedern aufgehängt waren. Die hinteren Federn waren als Underslung-Halbfedern ausgebildet. Die Fußbremse wirkte nur auf die Kardanwelle.
1924 ersetzte der Protos Typ C1 dieses Modell. Sein gleich großer Motor war mit hängenden Ventilen (OHV) ausgestattet. Dadurch leistete er nun 45 PS bei 2500/min. 1925 wanderte der Schalthebel des Getriebes in die Wagenmitte und neben der Kardanwelle bremste man mit der Fußbremse auch die Vorderräder ab.
Als Protos 1927 von der NAG übernommen wurde, waren von den Typen C und C1 nach dem Krieg etwa 10.000 Stück entstanden.

## Technische Daten
| Typ                   | C (10/30 PS)                   | C1 (10/45 PS)                                         |
| Bauzeitraum           | 1918–1924                      | 1924–1927                                             |
| Aufbauten             | T4, L4, PL4, Ld4, Cp2, Cb2     | T4, L4, PL4, Ld4, Cp2, Cb2                            |
| Motor                 | 4 Zyl. Reihe 4-Takt            | 4 Zyl. Reihe 4-Takt                                   |
| Ventile               | stehend (sv)                   | obengesteuert (ohv)                                   |
| Bohrung × Hub         | 80 mm × 130 mm                 | 80 mm × 130 mm                                        |
| Hubraum               | 2614 cm³                       | 2614 cm³                                              |
| Leistung (PS)         | 30                             | 45                                                    |
| Leistung (kW)         | 22                             | 33                                                    |
| bei Drehzahl (1/min)  | 1800                           | 2500                                                  |
| Verdichtung           |                                | 4,75 : 1                                              |
| Verbrauch             | 12 l / 100 km                  | 14 l / 100 km                                         |
| Getriebe              | 4-Gang                         | 4-Gang                                                |
| Höchstgeschwindigkeit | 75 km/h                        | 85 km/h                                               |
| Leergewicht           | 1520–1650 kg                   | 1600–1730 kg                                          |
| Zul. Gesamtgewicht    | 2020–2150 kg                   | 2200–2330 kg                                          |
| Elektrik              | 12 Volt                        | 12 Volt                                               |
| Länge                 | 4600 mm                        | 4580–4680 mm                                          |
| Breite                | 1700 mm                        | 1730 mm                                               |
| Höhe                  | 1700–2200 mm                   | 1800–2100 mm                                          |
| Radstand              | 3200–3400 mm                   | 3300–3400 mm                                          |
| Spur vorne/hinten     | 1350 mm / 1350 mm              | 1350 mm / 1350 mm                                     |
| Reifengröße           | 820 × 120 HD oder 820 × 135 HD | 820 × 120 HD oder 820 × 135 HD, später 32" × 6,20" ND |

- T4 = 4-sitziger Tourenwagen
- L4 = 4-türige Limousine
- PL4 = 4-türige Pullman-Limousine
- Ld4 = 4-türiges Landaulet
- Cp2 = 2-türiges Coupé
- Cb2 = 2-türiges Cabriolet

## Quelle
- Werner Oswald: Deutsche Autos 1920–1945, 10. Auflage, Motorbuch Verlag Stuttgart (1996), ISBN 3-87943-519-7